# Normal map
Normal map ou Normal mapping (mapeamento de normal) é uma variante da técnica conhecida como bump mapping. É utilizada para simular o relevo em uma superfície, calculando o ângulo das sombras em uma textura e, consequentemente, propiciando a impressão de maior profundidade.
É usada para dar um maior nível de detalhamento sem a necessidade de usar mais polígonos.